# Burtrum (Minnesota)
Burtrum es una ciudad ubicada en el condado de Todd en el estado estadounidense de Minnesota. En el Censo de 2010 tenía una población de 144 habitantes y una densidad poblacional de 98,23 personas por km². En el censo de 2020 tenía una población de 123 habitantes.

## Geografía
Burtrum se encuentra ubicada en las coordenadas 45°51′57″N 94°41′15″O / 45.86583, -94.68750. Según la Oficina del Censo de los Estados Unidos, Burtrum tiene una superficie total de 1.47 km², de la cual 1.47 km² corresponden a tierra firme y (0%) 0 km² es agua.

## Demografía
Según el censo de 2010, había 144 personas residiendo en Burtrum. La densidad de población era de 98,23 hab./km². De los 144 habitantes, Burtrum estaba compuesto por el 98.61% blancos, el 0% eran afroamericanos, el 0% eran amerindios, el 0% eran asiáticos, el 0% eran isleños del Pacífico, el 0% eran de otras razas y el 1.39% pertenecían a dos o más razas. Del total de la población el 1.39% eran hispanos o latinos de cualquier raza.